# Брегава
Брегава  је лева притока реке Неретве у јужној Херцеговини, Босна и Херцеговина. Брегава извире у селу До (Република Српска) и протиче кроз Столац. Брегава настаје од сталних врела Битуње и Хргуда и периодичних врела Малог и Великог Сухавића. Дужина тока износи 31 km. са просечним падом од 3,7 м/км. Њено сливно подручје лежи између Неретве на западу и Требишњице на југоистоку површине 722,4 km². Улива се у Неретву код места Клепци. Река је удубила корито у облику кањона чије долинске стране достижу висину и до 700 м. У проширењима се налазе алувијални наноси. Богата је пастрмком.